# نورماندين (كيبك)
نورماندين (بالإنجليزية: Normandin, Quebec)‏ هي بلدية محلية في كيبيك تقع في كندا في بلدية مقاطعة ماريا تشابديلين الإقليمية . يقدّر عدد سكانها بـ 3,137 نسمة ومساحتها 216.20 كم2 .

## أعلام
- جان-لويس روي
- غيليس بوشارد